# Saint-Félix, Charente

Saint-Félix este o comună în departamentul Charente, Franța. În 1 ianuarie 2022 avea o populație de 102 de locuitori.